# Lovastatine
Lovastatine behoort tot de groep geneesmiddelen die statines worden genoemd. Het remt de aanmaak van cholesterol in de lever en verlaagt het cholesterol- en vetgehalte in het bloed. Lovastatine werd in het verleden ook mevinoline genoemd.
Lovastatine (en mevastatine) zijn natuurlijke producten met een krachtige remmende werking op HMG-CoA-reductase. Ze zijn ontdekt in de jaren 70 van de twintigste eeuw, en in klinische studies verder onderzocht als potentiële farmacologische stoffen voor het verlagen van LDL-cholesterol. Lovastatine werd voor het eerst gesynthetiseerd door Merck & Co. Het wordt verkregen door fermentatie van schimmels uit het geslacht Aspergillus in een waterig milieu met daarin koolhydraten, gist, anorganische zouten die door de micro-organismen kunnen geassimileerd worden, en sporenelementen.
Lovastatine is een farmacologisch actieve stof die van nature voorkomt in de gewone oesterzwam en in gefermenteerde rode rijst (Engels "red yeast rice"). Gefermenteerde rode rijst bevat de stof "monacoline K", een stof die deels (alleen in zijn gedeshydrateerde lactonvorm) identiek is aan lovastatine. Het is als voedingssupplement op de markt.
Lovastatine is in België en Nederland niet op de markt.

## Indicaties
Artsen schrijven statines voor bij een te hoog cholesterolgehalte of een combinatie van een te hoog cholesterol- en een te hoog vetgehalte in het bloed.